# Violett Beane
Violett Beane (Saint Petersburg, 18 mei 1996) is een Amerikaans actrice. Ze is onder andere bekend door haar rollen van Jesse 'Quick' Wells in de The CW televisieserie The Flash en Markie Cameron in de horrorfilm Truth or Dare.

## Biografie
Violett Beane werd op 18 mei 1996 geboren in Saint Petersburg in de Amerikaanse staat Florida. Op tienjarige leeftijd verhuisde ze naar Austin in Texas, wat Beane als haar geboorteplaats beschouwd. Aldaar begon ze met optreden en studeerde ze drama aan de Westwood High School. In haar laatste schooljaar begon Beane met het focussen op acteren via een agent. Ze werd door haar ouders als Quaker opgevoed.
In 2015 speelde Beane het personage Taylor Fruit in de televisieserie The Leftovers. Ze speelde een meisje dat samen met twee andere meisjes vermist raakte in Jarden in de staat Texas. Beane verkreeg tevens de rol van Jesse Wells, ook bekend onder haar superheldennaam Jesse Quick, in de The CW televisieserie The Flash. Beane speelde in deze serie de dochter van Harrison Wells, gespeeld door Tom Cavanagh, die verstrikt raakt in een gevecht tussen The Flash, gespeeld door Grant Gustin en Zoom, gespeeld door Teddy Sears. Beane keerde in het derde seizoen van de serie terug.
Beane werd ook gecast in de medische dramaserie The Resident van FOX. Hierin speelde ze een kankerpatiënte onder zorg van Dr. Conrad Hawkins (Matt Czuchry) en Dr. Devon Pravesh (Manish Dayal). Ze speelde ook in films als Flay, Slash en Tower. In laatstgenoemde speelde Beane een acht maanden zwanger meisje die haar vriend en ongeboren baby verloor tijdens de aanslagen op de Universiteit van Texas in Austin in 1966.
In mei 2017 verkreeg Beane de rol van Markie Cameron in de supernatuurlijke thrillerfilm Truth or Dare. De film kwam uit op 13 april 2018. Van 2018 tot 2020 speelde Beane in de CBS televisieserie God Friended Me.

## Filmografie

### Films
- 2016: Slash (Lindsay)
- 2016: Tower (Claire Wilson)
- 2018: Truth or Dare (Markie Cameron)
- 2018: Flay (Bethany)

### Televisieseries
- 2015: The Leftovers (Taylor)
- 2015-2018: The Flash (Jesse Wells/Jesse Quick)
- 2016: Chicago P.D. (Maya Collins)
- 2018: The Resident (Lily Kendall)
- 2018: DC's Legends of Tomorrow (Jesse Wells/Jesse Quick)
- 2018-2020: God Friended Me (Cara Bloom)
- 2024: Death and Other Details (Imogene Scotts)